# Muammer Bilge
Muammer Bilge (* 1949 in Erzurum) ist ein türkischer Autor türkischer Migrantenliteratur in Deutschland. Er ist Mitglied im Verband deutscher Schriftsteller.

## Leben
Bilge kam 1972 als Arbeiter in die Bundesrepublik. Er lebt in Hamburg, wo er in einer Autofabrik tätig ist, in deren Betriebsrat er gewählt wurde. 
1982 begann Bilge Kurzgeschichten zu schreiben. 1985 wurde er bei dem Literaturwettbewerb „Türken in Deutschland“ der Arbeiterwohlfahrt Gelsenkirchen ausgezeichnet. Es folgten Veröffentlichungen in diversen deutschen und türkischen Zeitschriften und eigenständige Buchveröffentlichungen. Neben den deutschsprachigen Veröffentlichungen Der Ausländer im Graben (1986) und dem Erzählband Der Sohn bleibt in Deutschland (1989) erschienen auch Bücher von Bilge in der Türkei, beispielsweise der Band Yaşamın Dalgalarında Kağıttan Kayıklar.
In Tayfun Demirs „Bibliographie mit Erläuterungen“ zur Türkischen Literatur in deutscher Sprache (1995) wird die Wichtigkeit von Muammer Bilges Beitrag zur türkischen Migrantenliteratur der 1980er Jahre betont.